# Ернест Лабрус
Ернест Лабрус (на френски: Camille-Ernest Labrousse) е френски историк медиевист, представител на Школата „Анали“. Ученик на Франсоа Симиан. Професор в Сорбоната.

## Биография
Ернест Лабрус е роден на 16 март 1895 г. в Барбезийо (департамент Шаранти), в семейство на занаятчия. Следва история в Сорбоната, посещавайки с най-голямо желание курса на Алфонсо Алора. Докато пише дипломната си работа DES през 1913 г., се интересува от политикономия. След Първата световна война, през 1919 г., постъпва в Юридическия факултет, доколкото темата на дисертацията му е революционното социално законодателство от епохата на Френската революция от 1789 г., и му се налага да промени посоката на научната си работа. Но през 1926 г. прави нов завой, връщайки се към проблемите на икономическата история. Така, изминавайки пътя от политикономията през правото до историята Ернест Лабрус се превръща в историк с абсолютно уникална съдба.
През целия си живот Лабрус е убеден и активен социалист. Журналист във в. „Юманите“, член на Социалистическата партия от 1916 г., той се присъединява към ФКП след конгреса в Тур през 1920 г., но се връща обратно във Френската секция на II интернационал. Член на Объединената социалистическа партия от първата половина на 1960-те години, окончателно се отказва от политическа дейност през 1967 г., без да се отрича от своите марксистки и социалистически идеали. Лабрус не е пълнокръвен и типичен член на школата „Анали“, въпреки че за своето назначаване като директор-изследовател в IV секция на Висшето училище за практически изследвания (École pratique des hautes études) през 1938 г. е задължен на Марк Блок.
Отдавайки се на историята сравнително късно, Лабрус изиграва значителна роля във френската историография с това, че – под влияние на Франсоа Симиан – решава да се посвети на изучаването на икономическата история. Публикуваният му през 1933 г. труд „Обзор на движението на цените и доходите във Франция през XVIII век“ довежда до необратим научен обрат в тази сфера заради железните изисквания, които въвежда в изследователската методика. Той се превръща в пример и за други области на историческата наука (демографията, социално-културната история и т.н.).
След Втората световна война Лабрус заема мястото на Марк Блок в Сорбоната, а през 1944 г. публикува своя най-прочут труд „Кризата на френската икономика в края на стария режим и в навечерието на революцията“. В него Лабрус убедително показва, че историята на цените е неотделима от социалната история, тъй като „цената на хляба е компас за фабриките“. В този труд на преден план се издига развитието на продоволствените кризи (нещо характерно за „стария режим“), но се изследва и влиянието им върху промишлеността.
През 1945 – 1965 г. Лабрус е професор, а след това почетен професор на Сорбоната. До 1965 г. оглавява Института за икономическа и социална история в този университет, председател е на обществото по история на Революцията от 1848 година, представител на Обществото за робеспиеристки изследвания, председател на Международната комисия по история на социалните движения и социалните структури.
През 1964 г. е избран за почетен доктор на Ягелонския университет в Краков.
Умира на 16 юни 1988 г. в Париж.